# Forte Rivoli

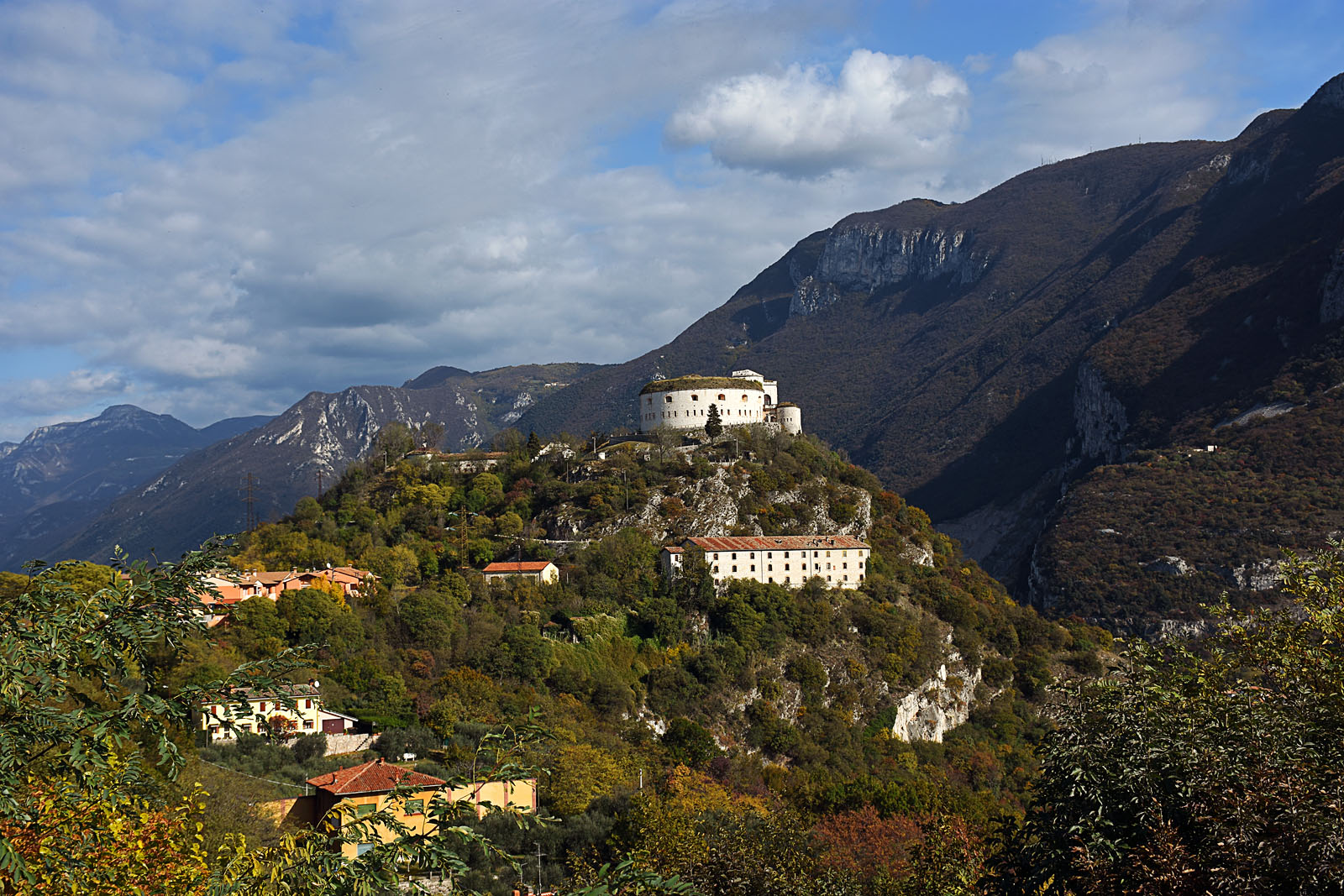
Forte Rivoli aus dem Südwesten

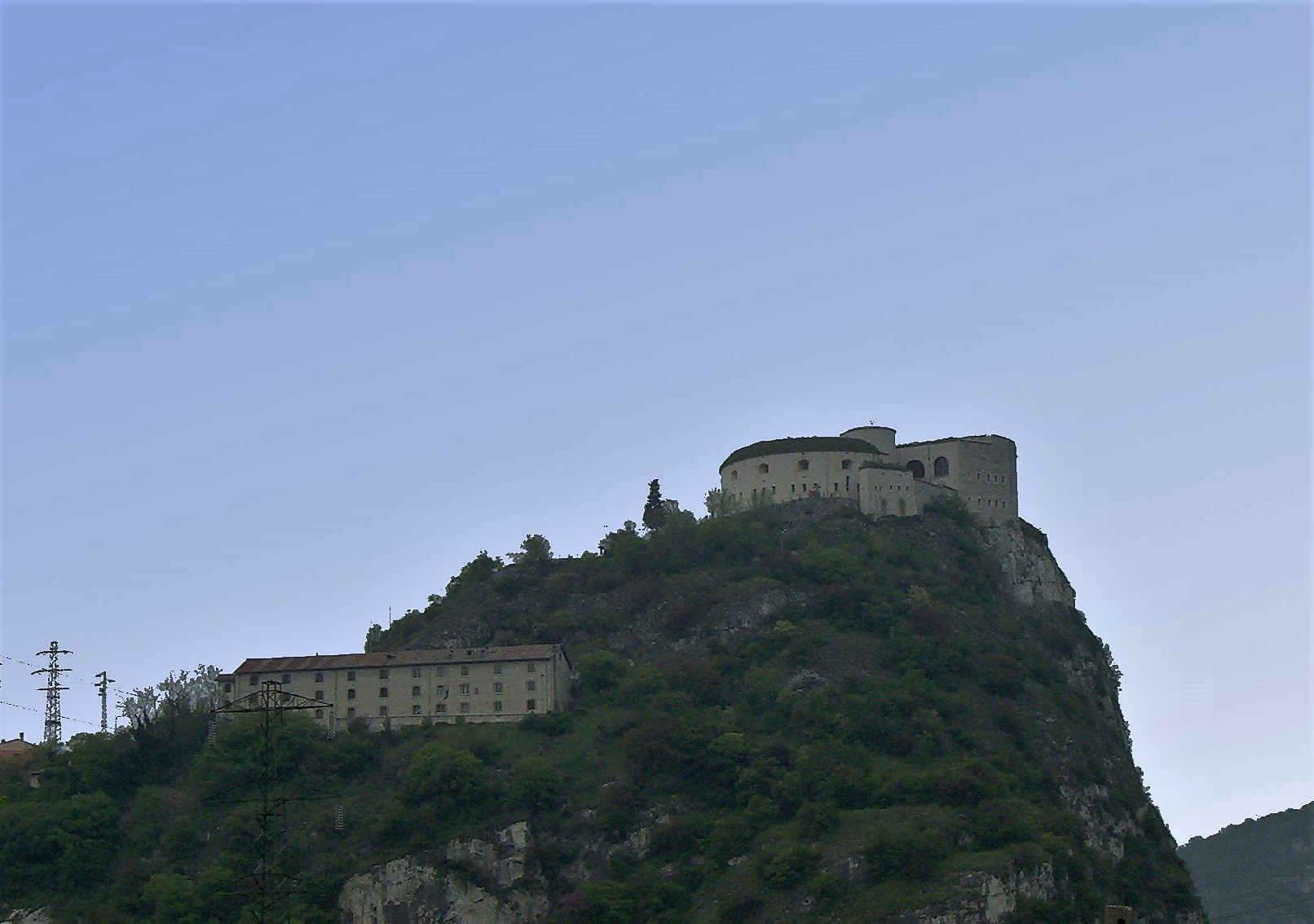
Blick auf das Forte Rivoli von Süden

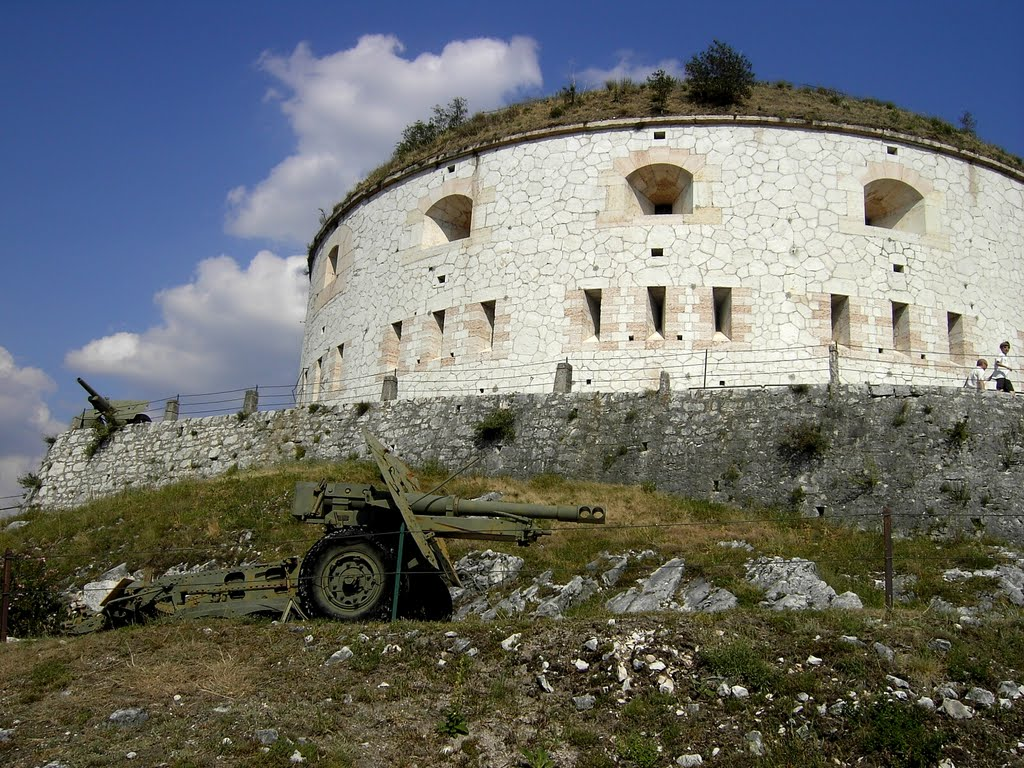
Forte Rivoli

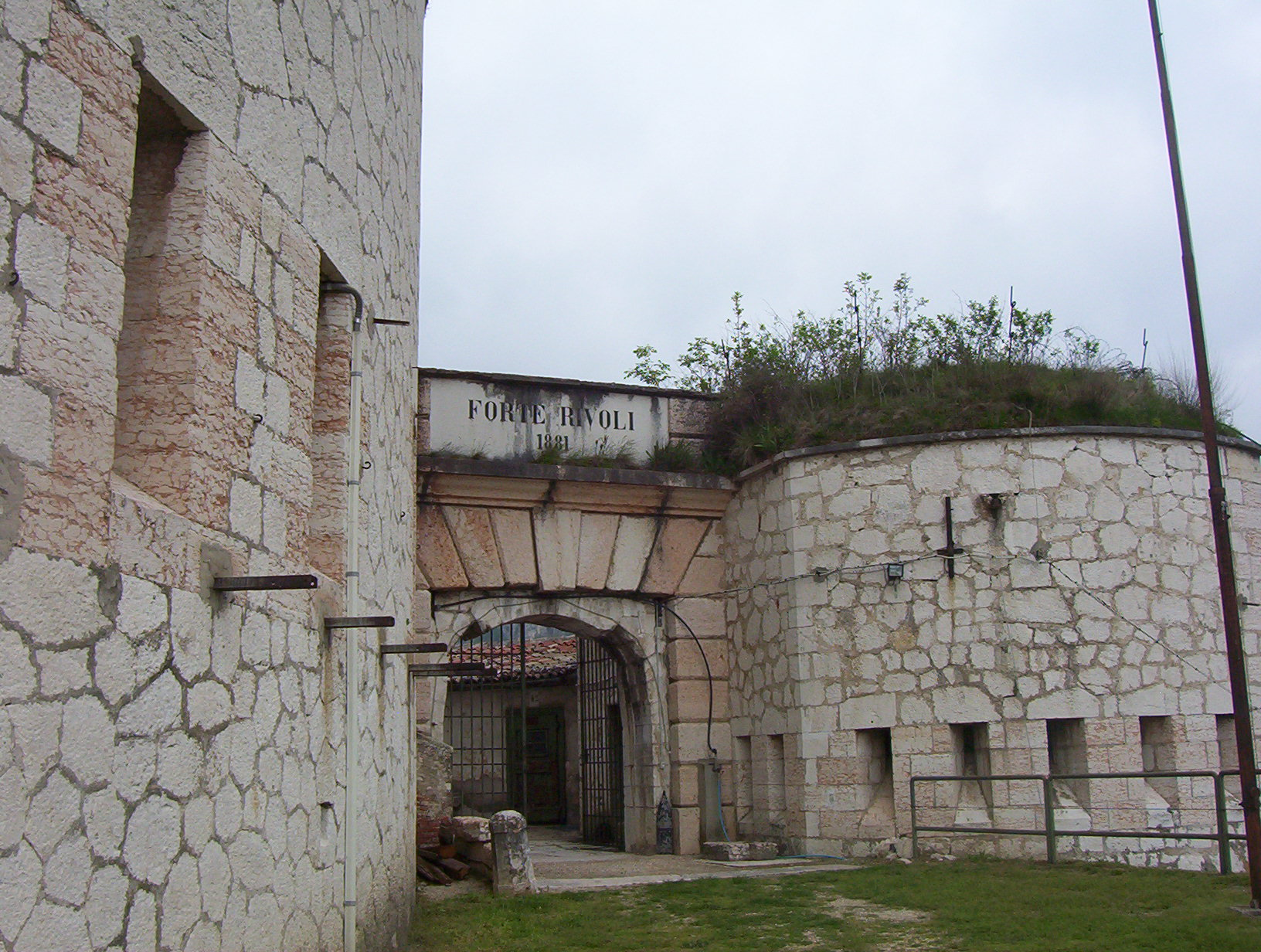
Eingangstor mit den Merkmalen der ehemaligen Zugbrücke. Oben sind die Schlitze für die Zugbrückenketten zu erkennen.

Das Festungswerk Forte Rivoli (bis 1881 Fort Wohlgemuth) war ursprünglich eine österreichische militärische Liegenschaft im Königreich Lombardo-Venetien, das bis 1866 zum Kaisertum Österreich gehörte. Es liegt rechts der Etsch auf dem Monte Castello in 227 m Höhe auf dem Gebiet der Gemeinde Rivoli Veronese in der heutigen Provinz Verona. Zusammen mit dem gegenüberliegenden Fort Hlawaty (jetzt Forte Ceraino) sowie dem Fort Mollinary (jetzt Forte Monte) und der Straßensperre Chiusa (jetzt Forte di Chiusa) bildete es hinter der Sperre von Pastrengo den zweiten Riegel an der Etsch mit der Straße aus dem Süden nach Tirol (heutige Brennerstaatsstraße SS 12). Die spätere italienische Bezeichnung dafür lautete: „Gruppo di Rivoli“. Die ebenfalls zu dieser Sperrgruppe gehörenden Forte San Marco und Tagliata d’Incanal wurden in den 1880er Jahren von den Italienern errichtet. Bauartbedingt waren die beiden Werke in der Lage, die gesamte Schlucht unter Kreuzfeuer zu nehmen.
Im Jahre 1797 fand hier die Schlacht bei Rivoli statt, bei der die Truppen Napoleon Bonapartes die Österreicher schlagen konnten.
Nach den Aufständen in der Lombardei 1848 wurden vor der damaligen Tiroler Grenze zu Venetien zwei Sperrgruppen angelegt, die eventuellen gegnerischen Truppen hier den Durchzug durch das Tal der Etsch verwehren sollten.
Erbaut wurde es auf Anregung des Feldmarschall Radetzky in den Jahren 1850–1851 und erhielt den Namen von Feldmarschallleutnant Ludwig von Wohlgemuth, der sich im Kampf gegen die italienischen Aufständischen verdient gemacht hatte. Die Planungen für den Bau wurden, wie bei den anderen Werken der Gruppe vom „k.k. Fortifikationsbureau“ in Verona durchgeführt.
Nachdem Venetien nach dem Krieg von 1866 für Österreich verloren war, verschob sich die Grenze nach Norden und die südlich gelegenen Festungswerke gingen in den Besitz des Königreichs Italien und somit des Regio Esercito über. Bis zum Jahre 1884 wurde das Fort in großen Teilen umgebaut und den neuen Verhältnissen angepasst (Front jetzt nach Norden). Dazu wurde auch die nach Norden gerichtete „Batteria bassa“ als detachiertes Werk gebaut. Bei der Wiederindienststellung wurde es in „Forte Rivoli“ umbenannt, womit man der Einfachheit halber den Namen des Weilers benutzte, auf dessen Gebiet das Werk lag.

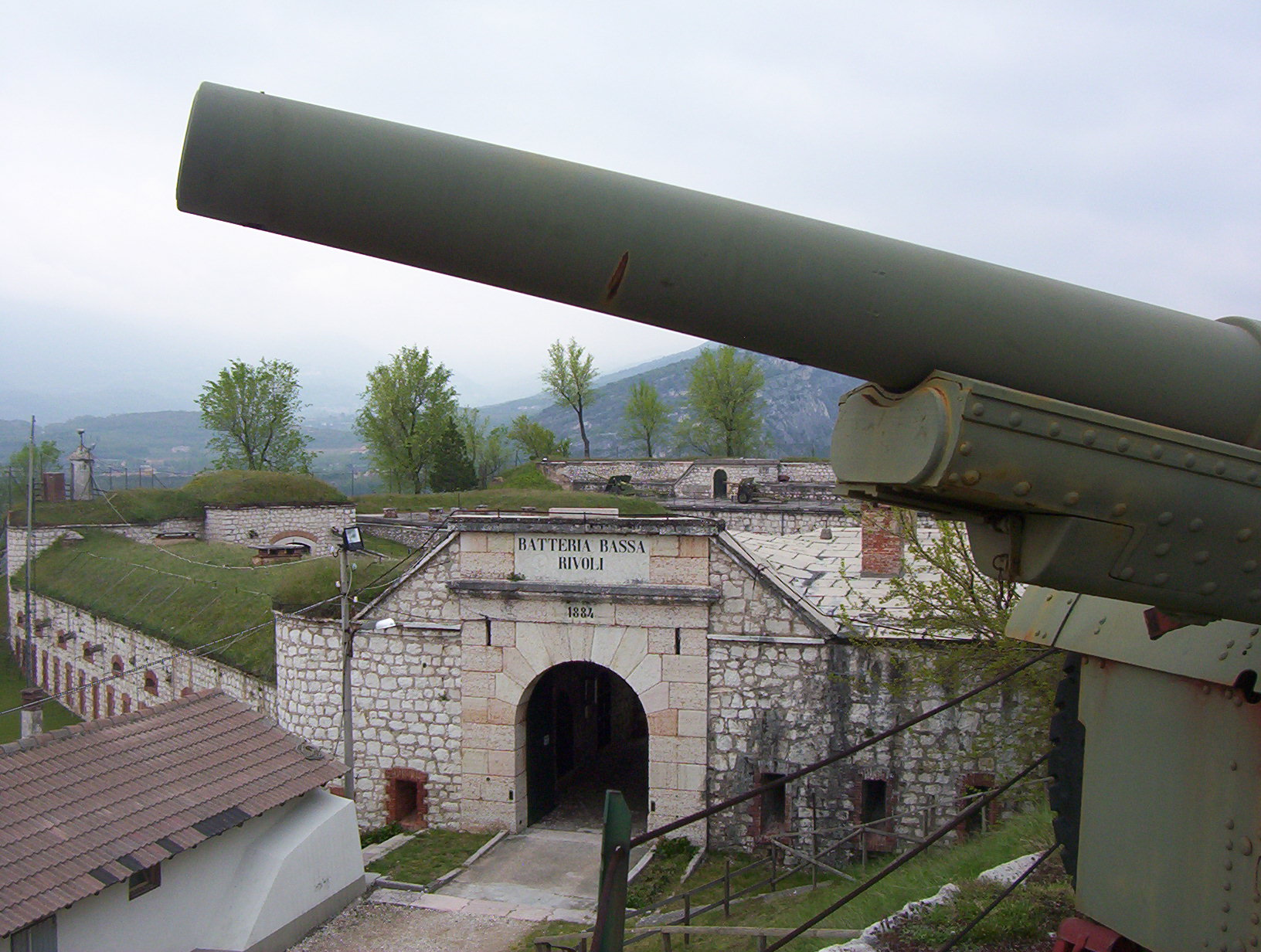
Die „Batteria bassa“, erbaut 1884

Auf Grund der veralteten Bauweise war es bereits bald nach der Fertigstellung als Festungsbau nutzlos geworden. Bis 1980 wurde es von der italienischen Armee als Magazin genutzt und dann aufgegeben. Es wurde dann der Gemeinde Rivoli Veronese überlassen, in deren Besitz es sich heute befindet.

## Allgemeine Angaben
Der Grundriss des Bauwerks besteht aus einem zweigeschossigen Batterieblock mit Kanonengalerie und Gewehrgalerie, der in einem Halbkreis nach Südwesten gerichtet ist und der vom Stil her den „Torri Massimiliane“ der Festung Verona entspricht. An der linken Flanke des Batterieblocks befindet sich ein Treppenturm, an die rechte Flanke ist ein Kasemattenkorps angehängt, das mit Kanonen- und Gewehrscharten in zwei Stockwerken ausgestattet ist.
Erbaut wurde es auf einem Felskegel in hoch aufragenden Mauerwerk aus dem hier vorkommenden Veroneser Marmor (rosso ammonitico) aus behauenen Blöcken im Stil der damaligen Zeit mit einer wasserundurchlässigen Tonschicht und darüber einer Erdaufschüttung von bis zu zwei Metern auf der Decke. Nach dem Bau der „Batteria bassa“ war eine 360°-Rundumverteidigung möglich geworden. Die Scharten der Gewehrgalerie des Batterieturms sind in Dreiergruppen angeordnet. Im Inneren befindet sich ein kleiner runder Hof mit einer Zisterne und einem Brunnen. Auf Grund seiner Lage war das Werk gegen infanteristische Angriffe sturmfrei, lediglich vor dem Tor lag ein kleiner Wassergraben mit einer Zugbrücke. Rechts davon befindet sich ein Kehlkoffer mit Gewehrscharten.
Die „Batteria bassa di Rivoli“ wurde gebaut, um eine zusätzliche Front in Richtung Nordosten zu schaffen. Sie hat nahezu quadratischen Grundriss und besteht aus einem Frontkasemattenkorps mit vorgelagertem Wall von acht Metern Dicke. Die Geschütze feuerten über Bank (freistehend über die Brustwehr) und standen auf der Decke der Kasematten, die durch Hohltraversen in Geschützemplacements unterteilt war. Rechts war die Batterie an den Felsen unterhalb des nördlichen Batterieblocks des Forts angebaut. Die linke und die rechte Flanke waren wegen der steil abfallenden Felswand nur geringfügig befestigt, die Kehle besteht aus einem weiteren Kasemattenkorps mit Gewehrscharten. Dieses endete am Tor, das als Poterne in den Innenhof führt. Im Innenhof befindet sich noch ein Gebäude. Die Art der Verbauung des hier verwendeten Mauerwerks lässt deutliche Unterschiede zu den österreich-ungarischen Arbeiten erkennen.
Am südlichen Abhang des Monte Castello befindet noch sich das ehemalige Pulvermagazin.

## Besatzung und Bewaffnung
Die Kriegsbesatzung bestand aus:
- Forte Rivoli:

einer halben bis dreiviertel Kompanie Infanterie und 115 bis 125 Artilleristen.
- Batteria bassa di Rivoli:

einer halben bis dreiviertel Kompanie Infanterie und 35 bis 45 Artilleristen.
- Bewaffnung

Postiert waren 17 Kanonen, die den gesamten Raum im Umkreis beherrschten. Acht dieser Kanonen stammten aus dem Jahre 1866 und waren bereits mit gezogenen Rohren ausgestattet. In der „Batteria bassa“ waren fünf Geschütze vom Kaliber 120 mm oder 150 mm und zwei Mörser aufgestellt.

## Heute
Das unbeschädigte Bauwerk ist für den Publikumsverkehr in der Regel sonntags geöffnet. Im Inneren befand sich bis 2017 ein Museum des Ersten Weltkrieges und ein Radiomuseum. In der „Batteria bassa“ fanden kulturelle Veranstaltungen statt. Hier waren auch einige Kanonen aus dem Zweiten Weltkrieg ausgestellt.
Ausgestellte Geschütze im Hof der Batteria bassa:

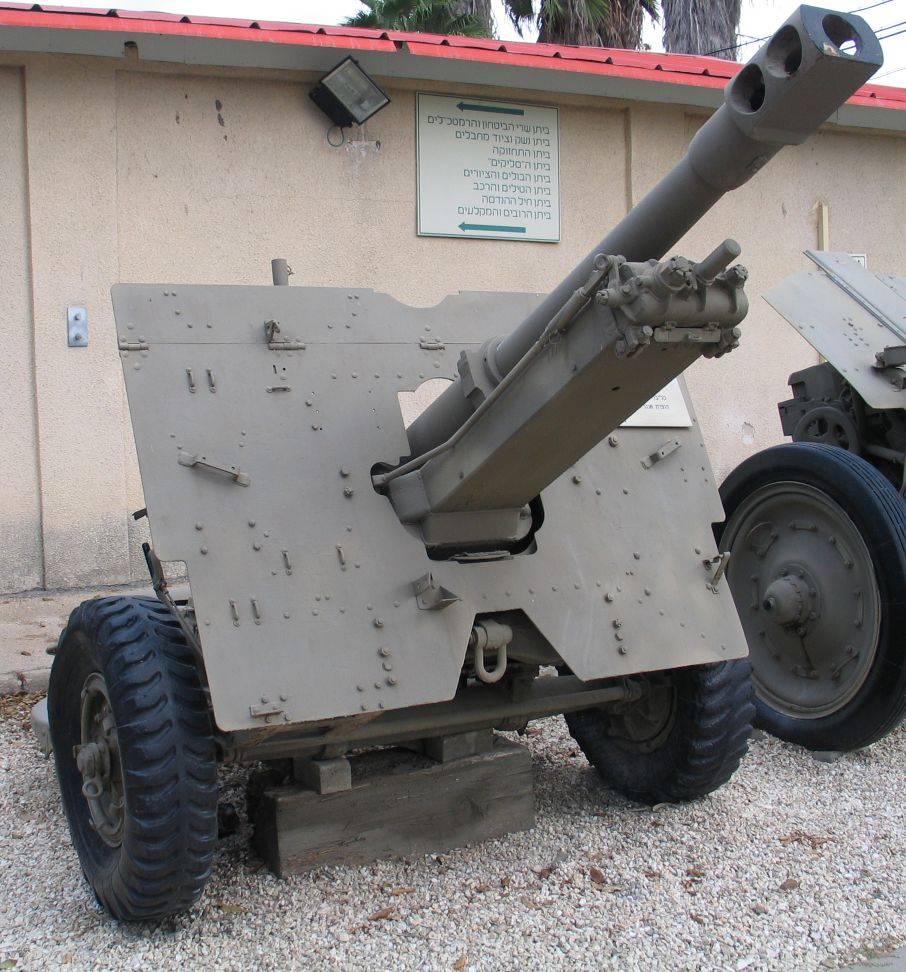
Cannone 88/27
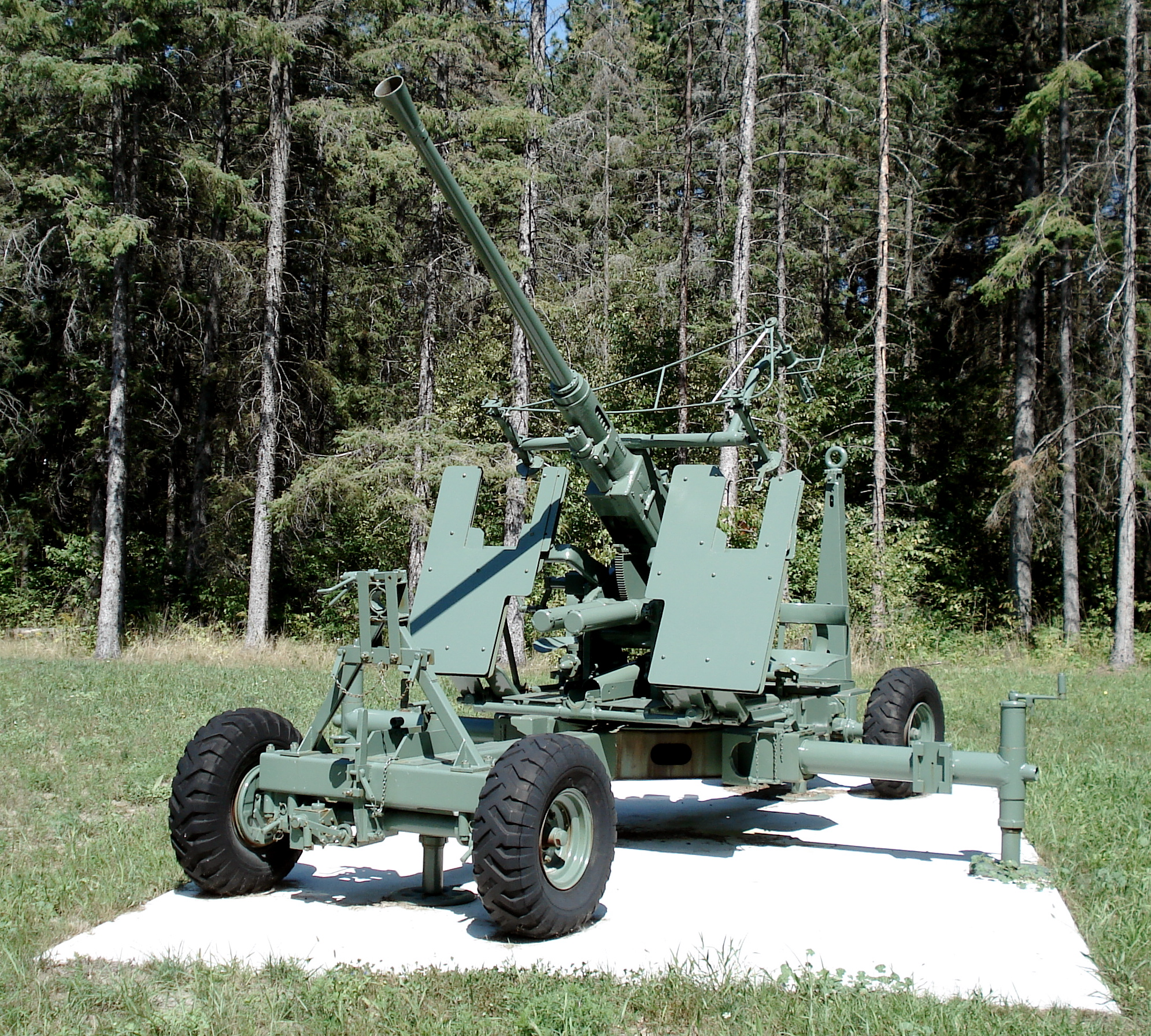
Cannone contraerea Bofors 40 mm
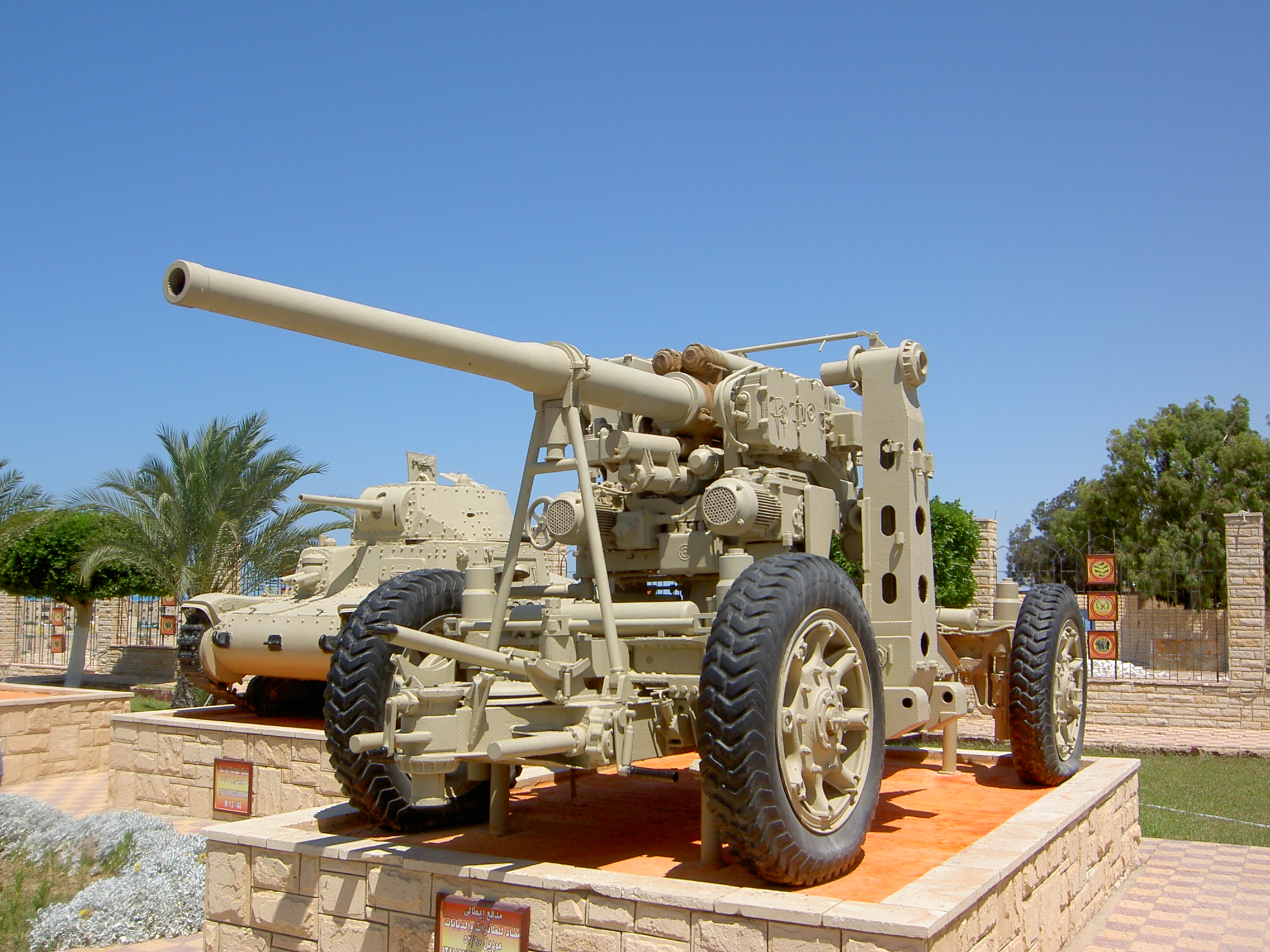
Cannone da 90/53
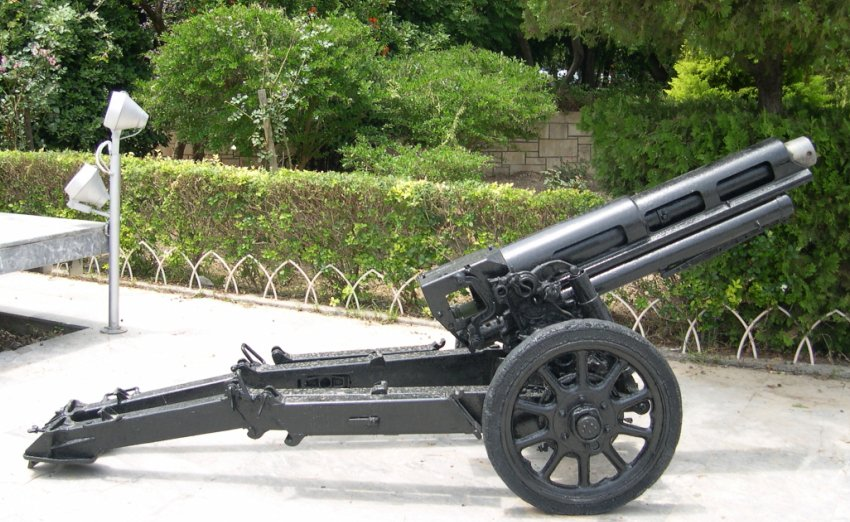
Obice da 75/18
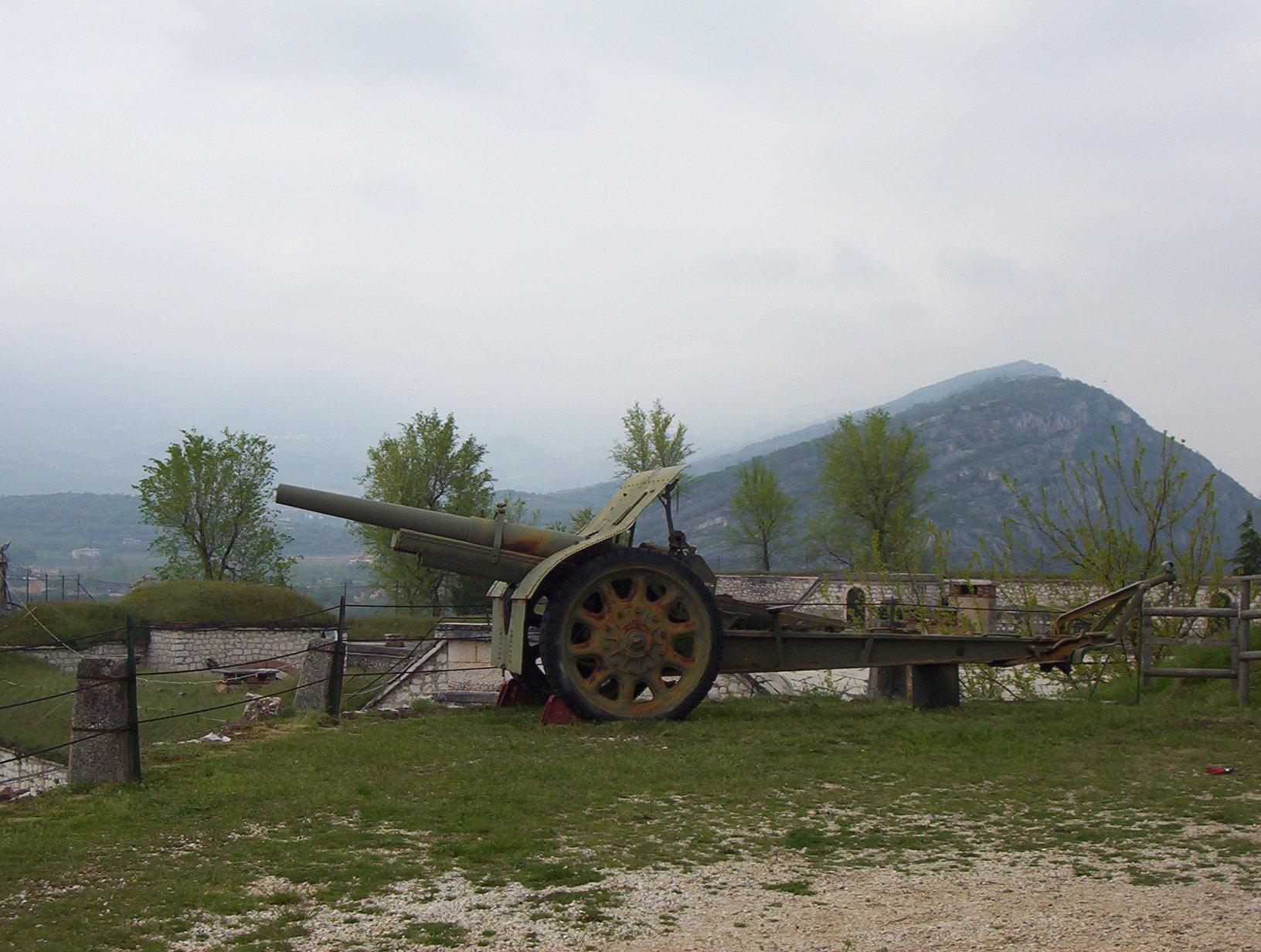
Cannone 105/28

Erreichbar ist das Fort von Rivoli Veronese über die ehemalige Militärstraße, die an der Kaserne der Werksbesatzung (ehemalige Caserma Massena) vorbeiführt. Auf der Kompass Wanderkarte Nr. 102 ist es verzeichnet.

## Anmerkung
Alle technischen Angaben, auch Bewaffnung und Besatzung beziehen sich nur auf das italienische Fort nach 1884. Für die Zeit vor dem Umbau sind zum gegenwärtigen Zeitpunkt keine verwertbaren Angaben vorhanden.